# Coeriana rivalis
Coeriana rivalis là một loài bướm đêm trong họ Noctuidae.